# Metuje
Metuje (německy Mettau) je řeka v Česku, v severovýchodních Čechách, levý přítok Labe. Je 77,2 km dlouhá. Povodí Metuje má rozlohu 607,6 km² a malou částí zasahuje i do Polska v tzv. Českém koutku v západním Kladsku a v okolí vsi Łączna. Nejvyšším bodem povodí je Vrchmezí (1084 m) v Orlických horách.

## Původ jména
Metuje (původně nazývaná Medhuje, podoba Metuje byla lidovou výslovností) má (na rozdíl od lidové etymologie „med tu je“) jméno původu praevropského: jeho základem je indoevropský kořen *medh- „prostřední“ (rozuměj prostřední řeka mezi Úpou a Orlicí) – srov. latinské medius „střední“ a litevské říční jméno Meduja. První doklad jména pochází z 12. století (1186 super Methugiam).

## Průběh toku
Pramení v nadmořské výšce okolo 630 m v Broumovské vrchovině u Hodkovic, západně od Adršpašských skal. Na horním a středním toku vytváří hluboce zaříznutá údolí (přírodní rezervace Peklo). Z významnějších obcí leží na této řece Teplice nad Metují, Hronov, Náchod a Nové Město nad Metují. V Jaroměři ve výšce 248 m, v nejsevernějším výběžku Pardubické kotliny, ústí do Labe a v něm jsou její vody odváděny do Severního moře.

### Větší přítoky
- Adršpašský potok, zleva, ř. km 73,7[2]
- Zdoňovský potok, zleva, ř. km 72,7[3]
- Bučnice, zleva, ř. km 71,3[4]
- Skalní potok, zprava, ř. km 69,5[4]
- Teplický potok, zleva, ř. km 67,5[5]
- Bohdašínský potok, zleva, ř. km 66,1[5]
- Vlásenka, zprava, ř. km 59,0[6]
- Dunajka, zleva, ř. km 53,8[7]
- Ledhujka, zleva, ř. km 53,5[7]
- Židovka, zleva, ř. km 50,1[8]
- Dřevíč, zprava, ř. km 46,4[9]
- Zbečnický potok, zprava, ř. km 44,5[7]
- Brlenka, zleva, ř. km 40,8[10]
- Střela, zleva, ř. km 38,2[11]
- Bavorův potok, zleva, ř. km 37,3[11]
- Radechovka, zprava, ř. km 34,1[12]
- Olešenka, zleva, ř. km 27,4[13]
- Libchyňský potok, zleva, ř. km 21,5[12]
- Bohdašínský potok, zleva, ř. km 20,9[14]
- Janovský potok, zleva, ř. km 17,9[13]
- Černčický potok, zleva, ř. km 12,4[15][pozn 1]
- Nahořanský potok, zprava, ř. km 9,2[16]

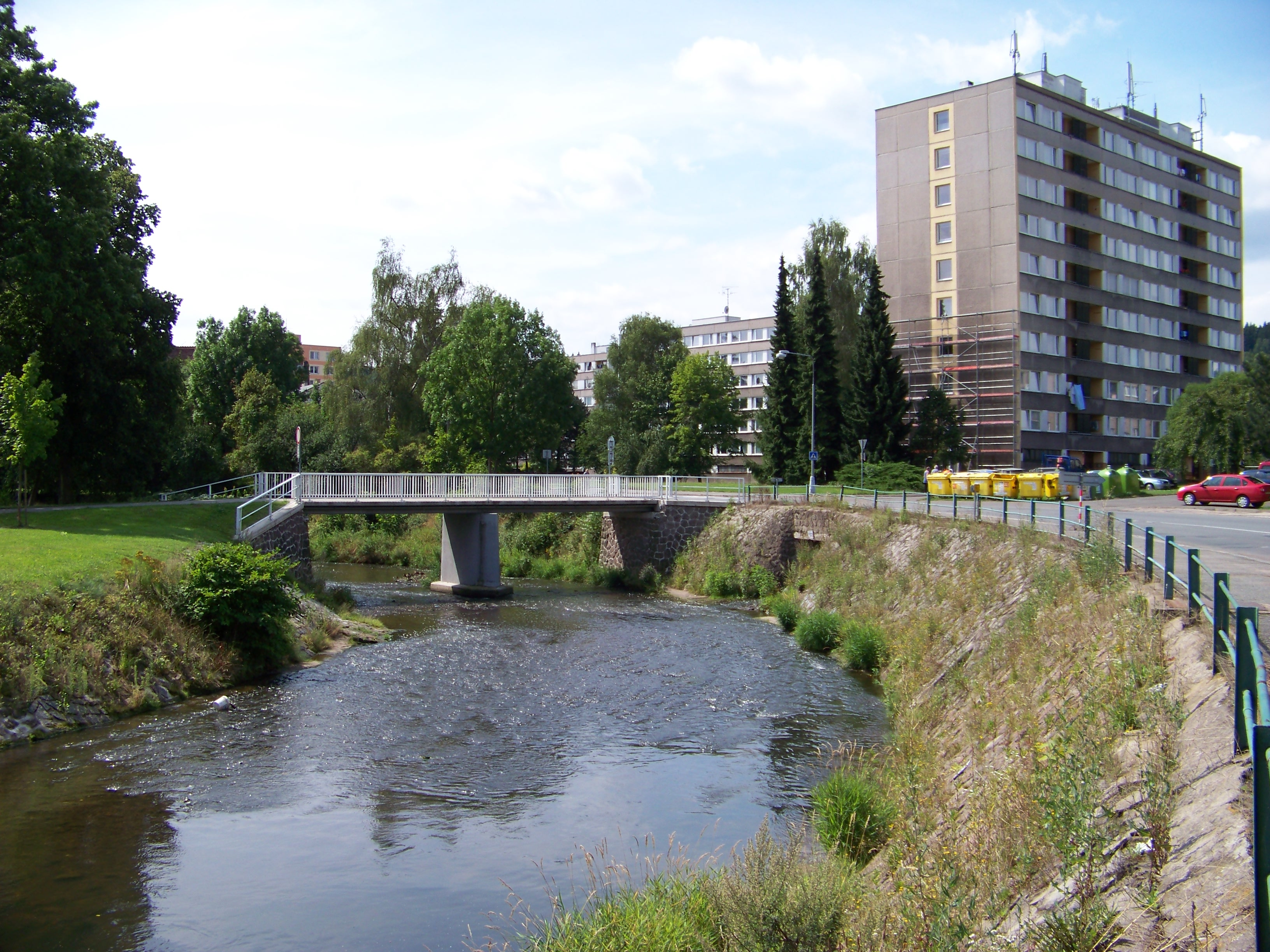
Řeka v Hronově

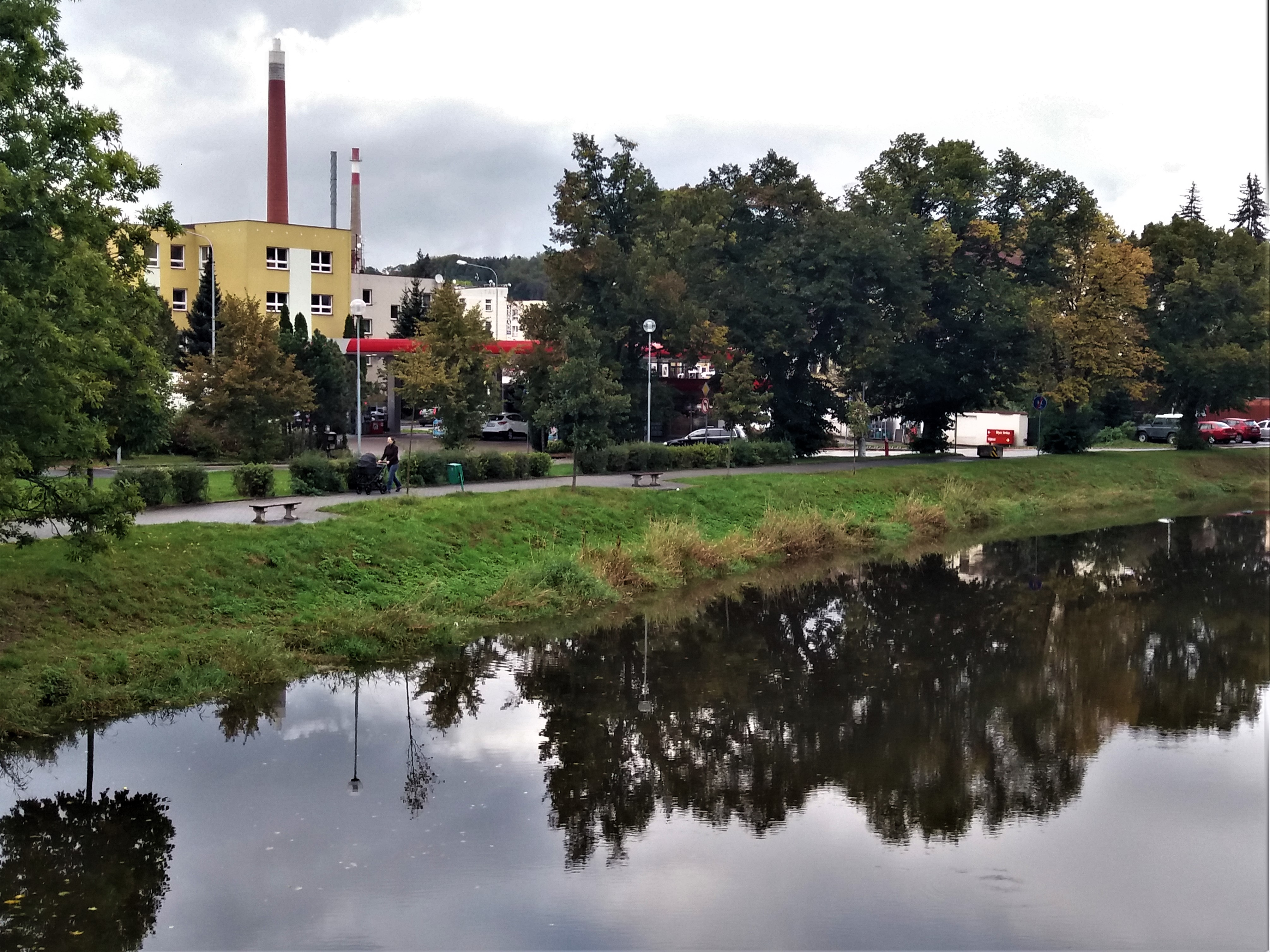
Metuje v Náchodě

- Rozkoš, zprava, ř. km 8,4[17]
- Jasenná, zleva, ř. km 3,0[18]

### Mlýny
Na Metuji bylo kolem 35 mlýnů.
- Winterův mlýn – Teplice nad Metují, kulturní památka

### Využití
Tok Metuje je pstruhovou vodou od revíru Peklo k pramenům. Vodácky využívaný je úsek Teplice nad Metují po ústí Olešenky (41 km, obtížnost WW I), odtud po most nad Novým Městem nad Metují (4 km, obtížnost WW III) a odtud po ústí (23,4 km, obtížnost WW I).
Na dolním toku mezi Novým Městem nad Metují a Jaroměří je řeka doprovázena širokou nivou – Metujská niva. V roce 1902 zde bylo založeno Ústřední vodní společenstvo Metuj se sídlem v Krčíně, které nechalo mezi lety 1902–1912 v nivě vybudovat zavlažovací systém k zavlažování luk tvz. přeronem k zajištění zvýšení senařských výnosů. U Jaroměře byl v roce 2011 závlahový systém obnoven a je Českou společností ornitologickou od roku 2012 využíván k řízeným záplavám jako managementovému opatření na podporu biodiverzity při správě ptačího parku Josefovské louky.

### Ochrana přírody

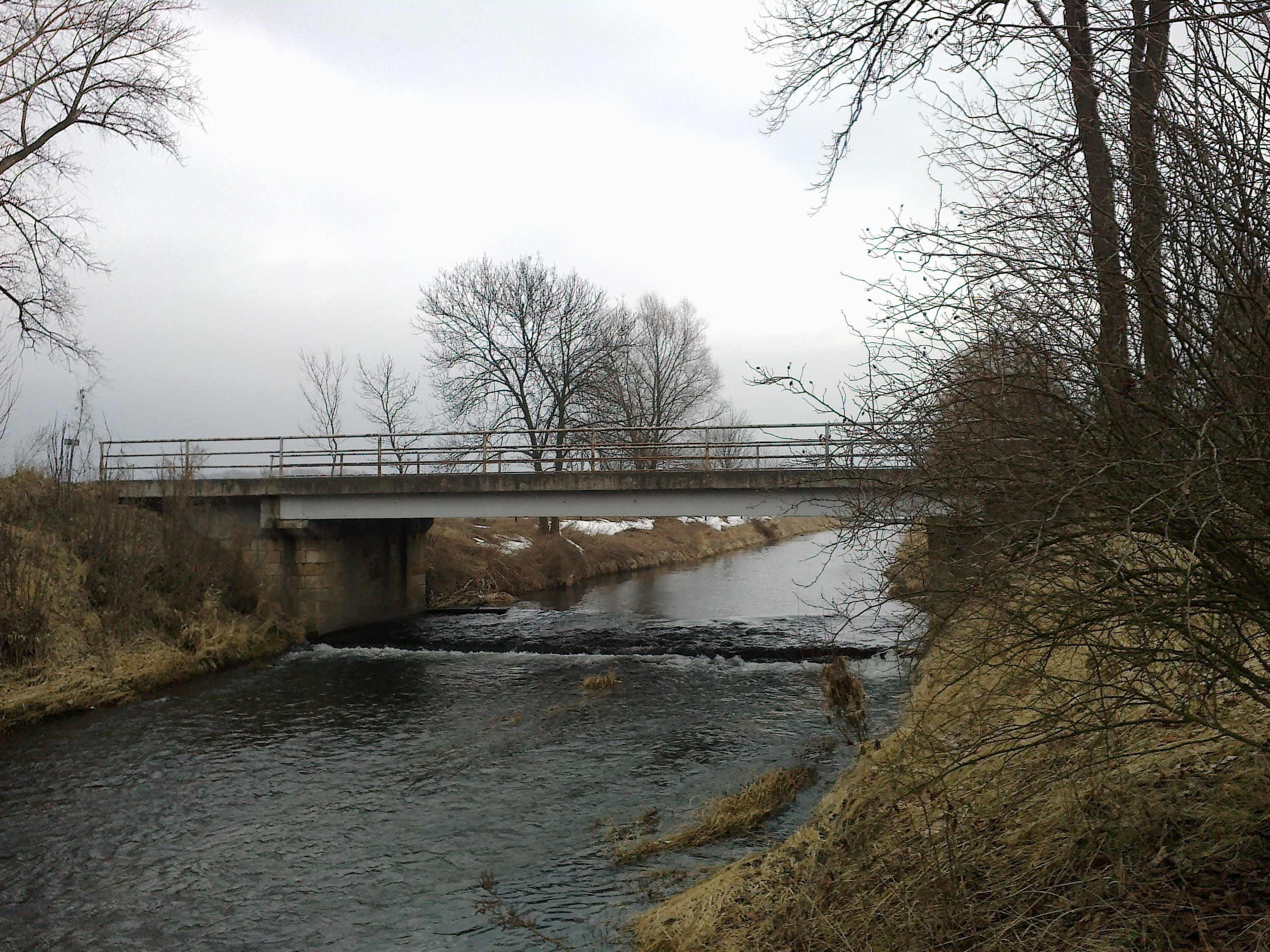
Most přes Metuji mezi Městcem a Slavětínem

Celý horní tok Metuje od pramene po Hronov protéká CHKO Broumovsko, první přítoky řeka sbírá ve skalním městě a národní přírodní rezervaci Adršpašsko-teplické skály. Na středním toku tvoří hluboké údolí Metuje podstatnou část přírodní rezervace Peklo u Nového Města nad Metují. V údolní nivě před samým soutokem s Labem u Josefova se nachází přírodní památka Stará Metuje, která kopíruje meandrující tok stejnojmenného ramene řeky. Mezi oběma říčními rameny se nachází nestátní ptačí park Josefovské louky.

## Vodní režim
Průměrný průtok Metuje u ústí činí 6,08 m³/s.
Průměrné dlouhodobé měsíční průtoky Metuje (m³/s) ve stanici Jaroměř:
Průměrné měsíční průtoky Metuje (m³/s) ve stanici Jaroměř v roce 2014:
Hlásné profily:
| místo             | říční km | plocha povodí | průměrný průtok (Qa) | stoletá voda (Q100) |
| ----------------- | -------- | ------------- | -------------------- | ------------------- |
| Maršov nad Metují | 57,30    | 94,68 km²     | 1,03 m³/s            | 63,3 m³/s           |
| Hronov            | 45,70    | 248,59 km²    | 2,77 m³/s            | 114,0 m³/s          |
| Krčín             | 17,30    | 498,80 km²    | 5,33 m³/s            | 167,0 m³/s          |